# Battaglia di Gloucester (1775)
La battaglia di Gloucester fu una schermaglia combattuta nelle prime fasi della guerra d'indipendenza americana, vicino a Gloucester nel Massachusetts, l'8 o il 9 agosto 1775. Il capitano della Royal Navy John Linzee, comandante dello sloop da guerra HMS Falcon, scovò due golette mentre tornavano dalle Indie occidentali. Dopo averne catturata una, Linzee inseguì la seconda nella baia di Gloucester, dove si era fermata. La popolazione chiamò in azione la propria milizia che catturò i marinai britannici inviati per impossessarsi della goletta arenata e recuperò l'imbarcazione.
La schermaglia fece parte di una serie di azioni che spinse la Royal Navy ad un'azione di vendetta nell'ottobre 1775, dando l'incarico al capitano Henry Mowat. Il maggior evento di questa vendetta, l'incendio di Falmouth (oggi Portland), fu uno dei motivi che spinse il Secondo Congresso Continentale a creare la Marina Continentale.

## Gli antefatti
Nell'aprile 1775, le tensioni tra i coloni britannici della Provincia della Massachusetts Bay e il governatore reale, il generale Thomas Gage, sfociarono in una guerra. Quando il generale Gage inviò delle truppe a Concord per cercare le armi dei coloniali, venne lanciato l'allarme tra i miliziani di tutta la Provincia che ben presto si scontrarono contro i soldati del re, nelle battaglie di Lexington e Concord, del 19 aprile. Le compagnie di miliziani continuarono ad arrivare nei giorni seguenti e tutte assieme misero sotto assedio Boston.
L'assedio, che bloccava però solo l'accesso alla città via terra, rese l'esercito assediato dipendente dai rifornimenti navali. In molte comunità vicine a Boston, furono requisiti bestiame e fieno, mentre Gage e l'ammiraglio Samuel Graves inviavano diverse spedizioni per compiere dei raid lungo la costa e prelevare ciò di cui avevano bisogno gli assediati e per interdire il commercio dei coloniali. Quando queste spedizioni comportavano lo sbarco a terra di soldati o marinai, capitava che questi si scontrassero con i miliziani, come accadde nella battaglia di Chelsea Creek, il 27 maggio.
Il 5 agosto, l'HMS Falcon, comandato da John Linzee, apparve nella baia di Ipswich Bay. Il capitano Linzee inviò un drappello di uomini in cerca di bestiame. Un agricoltore locale osservò gli inglesi e, assieme a pochi suoi compaesani, respinse i marinai sparando con i loro moschetti. Quando gli inglesi furono tornati alla nave, Linzee li inviò a scoprire cosa trasportasse una golette presente nella baia e questi scoprirono che portava a bordo solo zavorra. Linzee perciò continuò a navigare poco lontano da Cape Ann per i giorni successivi e costrinse alcuni locali a lavorare a bordo della sua nave.

## La battaglia
L'8 o il 9 agosto, il capitano Linzee individuò due golette coloniali in navigazione verso Salem, circa alle ore 08:00. Rapidamente lui e i suoi uomini catturarono uno dei vascelli mercantili, inviando a bordo parte del suo equipaggio, prima di inseguire la seconda goletta. Il capitano di quest'ultima, che conosceva l'area, condusse la sua nave nella Baia di Gloucester e la fece arenare vicino all'isola Five Pound Island, poco dopo mezzogiorno. Linzee obbligò un pescatore locale a pilotare la Falcon e la nave catturata, ancorandole in sicurezza nella baia stessa. Inviò poi 36 uomini, su tre barche a remi, sotto il comando di uno dei suoi tenenti a impossessarsi della nave arenata. Assieme agli uomini dell'equipaggio furono inviati dieci dei coloniali costretti a lavorare, inclusi quattro abitanti di Gloucester. L'arrivo della nave britannica aveva allertato gli abitanti locali e le compagnie di miliziani cominciarono ad adunarsi, guidate dai loro capitani, Joseph Foster e Bradbury Sanders. Armati di moschetti e di due vecchi archibusoni, aprirono il fuoco dalla spiaggia verso le piccole imbarcazioni quando queste si avvicinarono alla goletta. Gli inglesi reagirono in fretta e abbordarono la nave incagliata, dove rimasero intrappolati da un cessante fuoco dalla spiaggia. Linzee, tentando di distrarre i miliziani, bombardò la cittadina di Gloucester e fece sbarcare dei marinai per cercare di incendiare l'abitato. Tuttavia, il tentativo fallì e gli uomini nella nave incagliata continuarono ad essere bersagliati dalla spiaggia. Il tenente rimase ferito e, con altri pochi uomini, riuscirono a scappare dalla nave in uno schifo, circa alle 16:00, lasciando il comando al dottore della Falcon. Gli uomini rimanenti furono presi prigionieri, inclusi i coloniali costretti a lavorare. Alle 19:00, tutte le piccole imbarcazioni erano state prese. Linzee quindi decise di inviare la goletta a recuperare i suoi uomini. Il capitano riportò i suoi sospetti che l'equipaggio della nave catturata potesse avere l'opportunità di sopraffare il suo equipaggio e riprendere il controllo del vascello. Secondo Linzee, "Dopo che il dottore fosse sbarcato scoprii che non avrei potuto fare niente, o distrarre i ribelli dallo sparare, di conseguenza me ne andai."

## Le conseguenze
Il tentativo di Linzee di incendiare la città, come punizione per la resistenza coloniale, venne ripetuto in azioni navali successive. Nell'ottobre 1775, l'ammiraglio Graves ordinò al capitano Henry Mowatt di eseguire una rappresaglia contro le comunità costiere del New England, includendo Gloucester tra gli obiettivi e citando tra le altre giustificazioni la sconfitta del capitano Linzee a Gloucester. Mowat decise di non attaccare Gloucester poiché riteneva che i suoi edifici erano troppo spaziati perché le cannonate avessero qualche effetto significativo. I rapporti sulla principale azione di Moewatt, l'incendio di Falmouth, spinsero il Secondo Congresso Continentale a creare la Marina Continentale.